# Circondario di Magonza-Bingen
Il circondario di Magonza-Bingen (targa MZ) è un circondario (Landkreis) della Renania-Palatinato, in Germania. Comprende 6 città e 60 comuni. L'amministrazione distrettuale aveva inizialmente sede presso il Palazzo Erthal di Magonza; dal 1º gennaio 1996 si trova a Ingelheim am Rhein.
Il capoluogo è Ingelheim am Rhein, il centro maggiore Bingen am Rhein.

## Geografia fisica

### Territorio
Il Reno costituisce l'intero confine ad est e gran parte del confine settentrionale del distretto. L'agricoltura del distretto è dominata dai vigneti. Ciò vale sia lungo il corso del Reno sia nel paese delle mille colline dell'Assia-Renana. Qui è diffusa anche la coltura dell'asparago, della mirabella e della ciliegia. Grazie alle favorevoli condizioni climatiche queste colture sono ben sviluppate. Il distretto è attraversato dai fiumi Selz, Wiesbach e Appelbach.

### Clima
Climaticamente, secondo la classificazione dei climi di Köppen, il distretto è dominato da una specie di steppa semi-arida. Il clima infatti è troppo secco perché ci possa crescere un bosco. I monti a nord (Taunus), est (Odenwald) ed a ovest (Hunsrück) lo proteggono dal clima umido. Le precipitazioni avvengono in misura maggiore alla media tedesca. Nel 14% delle stazioni di monitoraggio del Servizio meteorologico tedesco (Deutscher Wetterdienst) vengono registrati valori più bassi. Il mese di febbraio è secco, la maggior parte delle precipitazioni che rientrano avvengono nel mese di giugno.

## Geografia antropica
Tra parentesi gli abitanti al 31 dicembre 2021, il capoluogo della comunità amministrativa è contrassegnato da un asterisco.

### Città e comuni indipendenti
- Bingen am Rhein (grande città di circondario) (25 757)
- Budenheim (8 595)
- Ingelheim am Rhein (grande città di circondario) (35 486)

### Comunità amministrative (Verbandsgemeinde)
- Verbandsgemeinde Bodenheim, con i comuni:

1. Bodenheim * (7 812)
2. Gau-Bischofsheim (2 234)
3. Harxheim (2 381)
4. Lörzweiler (2 336)
5. Nackenheim (5 644)

- Verbandsgemeinde Gau-Algesheim, con i comuni:

1. Appenheim (1 403)
2. Bubenheim (796)
3. Engelstadt (720)
4. Gau-Algesheim, città * (6 878)
5. Nieder-Hilbersheim (652)
6. Ober-Hilbersheim (1 008)
7. Ockenheim (2 735)
8. Schwabenheim an der Selz (2 545)

- Verbandsgemeinde Nieder-Olm

1. Essenheim (3 565)
2. Jugenheim in Rheinhessen (1 622)
3. Klein-Winternheim (3 619)
4. Nieder-Olm, città * (10 348)
5. Ober-Olm (4 526)
6. Sörgenloch (1 250)
7. Stadecken-Elsheim (4 834)
8. Zornheim (3 908)

- Verbandsgemeinde Rhein-Nahe, con i comuni:
[Sede: Bingen am Rhein]

1. Bacharach, città (1 839)
2. Breitscheid (150)
3. Manubach (310)
4. Münster-Sarmsheim (3 049)
5. Niederheimbach (770)
6. Oberdiebach (858)
7. Oberheimbach (529)
8. Trechtingshausen (989)
9. Waldalgesheim (4 187)
10. Weiler bei Bingen (2 666)

- Verbandsgemeinde Rhein-Selz, con i comuni:

1. Dalheim (1 024)
2. Dexheim (1 411)
3. Dienheim (2 234)
4. Dolgesheim (981)
5. Dorn-Dürkheim (959)
6. Eimsheim (523)
7. Friesenheim (718)
8. Guntersblum (3 924)
9. Hahnheim (1 551)
10. Hillesheim (672)
11. Köngernheim (1 322)
12. Ludwigshöhe (562)
13. Mommenheim (3 094)
14. Nierstein, Stadt (8 625)
15. Oppenheim, città * (7 571)
16. Selzen (1 521)
17. Uelversheim (1 066)
18. Undenheim (3 031)
19. Weinolsheim (702)
20. Wintersheim (272)

- Verbandsgemeinde Sprendlingen-Gensingen, con i comuni:

1. Aspisheim (856)
2. Badenheim (638)
3. Gensingen (3 939)
4. Grolsheim (1 333)
5. Horrweiler (809)
6. Sankt Johann (845)
7. Sprendlingen * (4 220)
8. Welgesheim (586)
9. Wolfsheim (811)
10. Zotzenheim (619)

## Stemma
Lo stemma riunisce i singoli stemmi delle tre principali città o regione: Ingelheim: rafforzato rostrata, nero aquila, Magonza: Ruota di Magonza e il leone di Palatinato.